# Tōhoku
Tōhoku (東北地方 (Đông Bắc địa phương) Tōhoku chihō) là vùng nằm ở phía Đông Bắc của đảo Honshu. Cả vùng bao gồm sáu tỉnh là: Akita, Aomori, Fukushima, Iwate, Miyagi và Yamagata.

## Địa lý
Địa hình Tōhoku chủ yếu là đồi núi. Dân cư tập trung chủ yếu ở vùng trũng thấp và ven biển. Cùng với đường bờ biển mà không thuận lợi để phát triển cảng biển.

## Kinh tế
Tohoku được coi là vựa lúa của Nhật Bản bởi vì nó cung cấp gạo và các mặt hàng nông nghiệp cho Sendai và Tokyo - Yokohama.
Tōhoku chiếm 20% sản lượng gạo của quốc gia. Tuy nhiên, do khí hậu khắc nghiệt hơn so với nơi khác của đảo Honshū nên một năm chỉ có một mùa vụ.
Trong những năm 1960 thì sắt, thép, xi măng, hóa chất, giấy và dầu mỏ là ngành công nghiệp phát triển.